# Nicole Krauss
Nicole Krauss (ur. 18 sierpnia 1974 w Nowym Jorku) – amerykańska pisarka.

## Życiorys
Urodziła się w Nowym Jorku jako córka Angielki i Amerykanina, który był częściowo wychowywany w Izraelu. Rodzice jej matki pochodzili z Niemiec i Ukrainy, a później wyemigrowali do Londynu. Rodzice jej ojca pochodzą z Węgier i Białorusi, poznali się w Izraelu i później wyemigrowali do Nowego Jorku. Miejsca te pojawiają się w akcji powieści Historia miłości, która została przez nią dedykowana dziadkom.
Nicole Krauss pisze od czternastego roku życia. Przed wydaniem w 2002 swojej pierwszej powieści publikowała głównie poezję. W 1992 rozpoczęła studia na Uniwersytecie Stanforda w Stanfordzie, gdzie poznała Iosifa Brodskiego, który przez następne trzy lata blisko współpracował z nią przy tworzeniu poezji. Zapoznał ją również z twórczością pisarzy takich jak: Italo Calvino i Zbigniew Herbert. W 1999, trzy lata po śmierci Brodsky’ego, stworzyła dokument o jego twórczości dla BBC Radia 3. Podróżowała do St. Petersburga – miejsca, w którym dorastał. Ukończyła studia z wyróżnieniem, jeszcze przed obroną wygrywając kilka nagród za swoją poezję.
W 1996 została wyróżniona stypendium Marshalla i rozpoczęła studia na Oxfordzie (Somerville College), gdzie napisała pracę o Amerykaninie Josephie Cornellu. Podczas drugiego roku stypendium uczęszczała do Courtauld Institute w Londynie. Została magistrem historii sztuki, specjalizując się w siedemnastowiecznej sztuce holenderskiej i pisząc pracę na temat Rembrandta.

## Twórczość
Jest autorką czterech powieści: Man Walks into a Room (2002, Kiedy wchodziłem do pokoju), The History of Love (2005, Historia miłości), Great House (2010) oraz Forest Dark (2017). Jej powieści przełożono na trzydzieści pięć języków. Publikowała w pismach: „The New Yorker”, „Harper’s”, „Esquire”. Jej nowele zamieszczono w Best American Short Stories (2003 i 2008).

## Życie prywatne
W czerwcu 2004 wyszła za mąż za powieściopisarza Jonathana Safrana Foera, z którym ma dwójkę dzieci – Sashę i Cy. Para rozwiodła się w 2014. Nicole Krauss mieszka obecnie na Brooklynie, w Nowym Jorku.